# Saison 2022-2023 des Bucks de Milwaukee
La saison 2022-2023 des Bucks de Milwaukee est la 55e saison de la franchise en NBA.

## Draft
| Tour | Choix | Joueur           | Poste | Nationalité | Provenance          |
| ---- | ----- | ---------------- | ----- | ----------- | ------------------- |
| 1    | 24    | MarJon Beauchamp | G/F   | États-Unis  | NBA G League Ignite |

## Matchs

### Summer League
| Summer League Total: 3-2 |

| Match | Date match | Équipe    | Score     | Meilleur marqueur              | Meilleur rebondeur         | Meilleur passeur      | Lieux Spectateurs      | Série |
| ----- | ---------- | --------- | --------- | ------------------------------ | -------------------------- | --------------------- | ---------------------- | ----- |
| 1     | 8 juillet  | Brooklyn  | V 94-90   | Mamukelashvili, Wigginton (17) | Zylan Cheatham (8)         | Lindell Wigginton (7) | Cox Pavilion 0         | 1 - 0 |
| 2     | 11 juillet | Boston    | D 109-111 | Sandro Mamukelashvili (28)     | Sandro Mamukelashvili (9)  | Lindell Wigginton (5) | Cox Pavilion 0         | 1 - 1 |
| 3     | 13 juillet | Minnesota | V 87-75   | Sandro Mamukelashvili (18)     | Sandro Mamukelashvili (15) | Lindell Wigginton (6) | Thomas & Mack Center 0 | 2 - 1 |
| 4     | 14 juillet | Dallas    | V 100-89  | Lindell Wigginton (25)         | Rayjon Tucker (8)          | Trois joueurs (4)     | Cox Pavilion 0         | 3 - 1 |
| 5     | 17 juillet | Toronto   | V 69-80   | Lindell Wigginton (11)         | Sandro Mamukelashvili (9)  | Sylvain Francisco (4) | Cox Pavilion 0         | 3 - 2 |

### Pré-saison
| Pré-saison Total: 0-5 (Domicile : 0-3; Extérieur : 0-2) |

| Match | Date match  | Équipe    | Score     | Meilleur marqueur          | Meilleur rebondeur         | Meilleur passeur      | Lieux Spectateurs    | Série |
| ----- | ----------- | --------- | --------- | -------------------------- | -------------------------- | --------------------- | -------------------- | ----- |
| 1     | 1er octobre | Memphis   | D 102-107 | Jordan Nwora (21)          | Jordan Nwora (8)           | Jevon Carter (4)      | Fiserv Forum 13 023  | 0 - 1 |
| 2     | 6 octobre   | @ Atlanta | D 113-123 | Giánnis Antetokoúnmpo (19) | Trois joueurs (7)          | Jrue Holiday (7)      | Etihad Arena 11 449  | 0 - 2 |
| 3     | 8 octobre   | Atlanta   | D 109-118 | Lindell Wigginton (16)     | Ibaka, Portis (5)          | Trois joueurs (4)     | Etihad Arena 11 563  | 0 - 3 |
| 4     | 11 octobre  | @ Chicago | D 104-127 | Jordan Nwora (25)          | Sandro Mamukelashvili (9)  | Lindell Wigginton (5) | United Center 19 356 | 0 - 4 |
| 5     | 12 octobre  | Brooklyn  | D 97-107  | Giánnis Antetokoúnmpo (24) | Giánnis Antetokoúnmpo (14) | Quatre joueurs (4)    | Fiserv Forum 12 544  | 0 - 5 |

### Saison régulière
| Saison régulière Total: 58-24 (Domicile : 32-9; Extérieur : 26-15) |

| Match | Date match | Équipe         | Score     | Meilleur marqueur              | Meilleur rebondeur         | Meilleur passeur              | Lieux Spectateurs         | Série |
| ----- | ---------- | -------------- | --------- | ------------------------------ | -------------------------- | ----------------------------- | ------------------------- | ----- |
| 1     | 20 octobre | @ Philadelphie | V 90-88   | Giánnis Antetokoúnmpo (21)     | Giánnis Antetokoúnmpo (13) | G. Antetokoúnmpo, Holiday (8) | Wells Fargo Center 20 060 | 1 - 0 |
| 2     | 22 octobre | Houston        | V 125-105 | Giánnis Antetokoúnmpo (44)     | Giánnis Antetokoúnmpo (12) | Jrue Holiday (10)             | Fiserv Forum 17 341       | 2 - 0 |
| 3     | 26 octobre | Brooklyn       | V 110-99  | Giánnis Antetokoúnmpo (43)     | Giánnis Antetokoúnmpo (14) | Giánnis Antetokoúnmpo (5)     | Fiserv Forum 17 341       | 3 - 0 |
| 4     | 28 octobre | New York       | V 119-108 | Giánnis Antetokoúnmpo (30)     | Giánnis Antetokoúnmpo (14) | Giánnis Antetokoúnmpo (9)     | Fiserv Forum 17 341       | 4 - 0 |
| 5     | 29 octobre | Atlanta        | V 123-115 | G. Antetokoúnmpo, Holiday (34) | Giánnis Antetokoúnmpo (17) | Jrue Holiday (12)             | Fiserv Forum 17 341       | 5 - 0 |
| 6     | 31 octobre | Détroit        | V 110-108 | Giánnis Antetokoúnmpo (31)     | Bobby Portis (12)          | Jrue Holiday (10)             | Fiserv Forum 17 341       | 6 - 0 |

| Match | Date match  | Équipe          | Score           | Meilleur marqueur          | Meilleur rebondeur         | Meilleur passeur              | Lieux Spectateurs            | Série  |
| ----- | ----------- | --------------- | --------------- | -------------------------- | -------------------------- | ----------------------------- | ---------------------------- | ------ |
| 7     | 2 novembre  | Détroit         | V 116-91        | Giánnis Antetokoúnmpo (32) | Giánnis Antetokoúnmpo (12) | Allen, Antetokoúnmpo (4)      | Fiserv Forum 17 341          | 7 - 0  |
| 8     | 4 novembre  | @ Minnesota     | V 115-102       | Jrue Holiday (29)          | Giánnis Antetokoúnmpo (14) | Giánnis Antetokoúnmpo (11)    | Target Center 17 136         | 8 - 0  |
| 9     | 5 novembre  | Oklahoma City   | V 108-94        | Brook Lopez (25)           | Bobby Portis (21)          | Jrue Holiday (13)             | Fiserv Forum 17 713          | 9 - 0  |
| 10    | 7 novembre  | @ Atlanta       | D 98-117        | Giánnis Antetokoúnmpo (25) | Bobby Portis (10)          | Jrue Holiday (7)              | State Farm Arena 17 494      | 9 - 1  |
| 11    | 9 novembre  | @ Oklahoma City | V 136-132 (2OT) | Jevon Carter (36)          | Brook Lopez (13)           | Jevon Carter (12)             | Paycom Center 15 180         | 10 - 1 |
| 12    | 11 novembre | @ San Antonio   | D 93-111        | Jevon Carter (21)          | Bobby Portis (12)          | Jevon Carter (6)              | AT&T Center 15 642           | 10 - 2 |
| 13    | 14 novembre | Atlanta         | D 106-121       | Giánnis Antetokoúnmpo (27) | Bobby Portis (10)          | Jevon Carter (6)              | Fiserv Forum 17 341          | 10 - 3 |
| 14    | 16 novembre | Cleveland       | V 113-98        | Brook Lopez (29)           | Giánnis Antetokoúnmpo (12) | G. Antetokoúnmpo, Carter (8)  | Fiserv Forum 17 341          | 11 - 3 |
| 15    | 18 novembre | @ Philadelphie  | D 102-110       | Giánnis Antetokoúnmpo (25) | Giánnis Antetokoúnmpo (14) | G. Antetokoúnmpo, Holiday (4) | Wells Fargo Center 19 769    | 11 - 4 |
| 16    | 21 novembre | Portland        | V 119-111       | Giánnis Antetokoúnmpo (37) | Grayson Allen (8)          | G. Antetokoúnmpo, Holiday (6) | Fiserv Forum 17 341          | 12 - 4 |
| 17    | 23 novembre | Chicago         | D 113-118       | Giánnis Antetokoúnmpo (36) | Bobby Portis (12)          | Jrue Holiday (11)             | Fiserv Forum 17 341          | 12 - 5 |
| 18    | 25 novembre | Cleveland       | V 117-102       | Giánnis Antetokoúnmpo (38) | Giánnis Antetokoúnmpo (9)  | Giánnis Antetokoúnmpo (6)     | Fiserv Forum 17 447          | 13 - 5 |
| 19    | 27 novembre | Dallas          | V 124-115       | Giánnis Antetokoúnmpo (30) | Giánnis Antetokoúnmpo (11) | Carter, Holiday (6)           | Fiserv Forum 17 341          | 14 - 5 |
| 20    | 30 novembre | @ New York      | V 109-103       | Giánnis Antetokoúnmpo (37) | Giánnis Antetokoúnmpo (13) | Giánnis Antetokoúnmpo (7)     | Madison Square Garden 17 277 | 15 - 5 |

| Match | Date match  | Équipe                | Score          | Meilleur marqueur          | Meilleur rebondeur         | Meilleur passeur          | Lieux Spectateurs                 | Série   |
| ----- | ----------- | --------------------- | -------------- | -------------------------- | -------------------------- | ------------------------- | --------------------------------- | ------- |
| 21    | 2 décembre  | L.A. Lakers           | D 129-133      | Giánnis Antetokoúnmpo (40) | Bobby Portis (10)          | Jrue Holiday (9)          | Fiserv Forum 17 938               | 15 - 6  |
| 22    | 3 décembre  | @ Charlotte           | V 105-96       | Bobby Portis (20)          | Bobby Portis (8)           | Bobby Portis (7)          | Spectrum Center 18 128            | 16 - 6  |
| 23    | 5 décembre  | @ Orlando             | V 109-102      | Giánnis Antetokoúnmpo (34) | Giánnis Antetokoúnmpo (13) | Jrue Holiday (10)         | Amway Center 16 174               | 17 - 6  |
| 24    | 7 décembre  | Sacramento            | V 126-113      | Giánnis Antetokoúnmpo (35) | Brook Lopez (9)            | Giánnis Antetokoúnmpo (7) | Fiserv Forum 17 341               | 18 - 6  |
| 25    | 9 décembre  | @ Dallas              | V 106-105      | Giánnis Antetokoúnmpo (28) | Giánnis Antetokoúnmpo (10) | Jrue Holiday (6)          | American Airlines Center 20 277   | 19 - 6  |
| 26    | 11 décembre | @ Houston             | D 92-97        | Jrue Holiday (25)          | Giánnis Antetokoúnmpo (18) | Jrue Holiday (8)          | Toyota Center 16 268              | 19 - 7  |
| 27    | 13 décembre | Golden State          | V 128-111      | Giánnis Antetokoúnmpo (30) | Giánnis Antetokoúnmpo (12) | Giánnis Antetokoúnmpo (5) | Fiserv Forum 17 628               | 20 - 7  |
| 28    | 15 décembre | @ Memphis             | D 101-142      | Antetokoúnmpo, Portis (19) | Bobby Portis (7)           | Trois joueurs (5)         | FedExForum 17 794                 | 20 - 8  |
| 29    | 17 décembre | Utah                  | V 123-97       | Bobby Portis (22)          | Bobby Portis (14)          | Jrue Holiday (8)          | Fiserv Forum 17 587               | 21 - 8  |
| 30    | 19 décembre | @ La Nouvelle-Orléans | V 128-119      | Giánnis Antetokoúnmpo (42) | Giánnis Antetokoúnmpo (10) | Jrue Holiday (11)         | Smoothie King Center 18 271       | 22 - 8  |
| 31    | 21 décembre | @ Cleveland           | D 106-114      | Giánnis Antetokoúnmpo (45) | Giánnis Antetokoúnmpo (14) | Jrue Holiday (8)          | Rocket Mortgage FieldHouse 19 432 | 22 - 9  |
| 32    | 23 décembre | @ Brooklyn            | D 100-118      | Giánnis Antetokoúnmpo (26) | Giánnis Antetokoúnmpo (13) | Giánnis Antetokoúnmpo (7) | Barclays Center 18 169            | 22 - 10 |
| 33    | 25 décembre | @ Boston              | D 118-139      | Giánnis Antetokoúnmpo (27) | Antetokoúnmpo, Portis (9)  | Jrue Holiday (7)          | TD Garden 19 156                  | 22 - 11 |
| 34    | 28 décembre | @ Chicago             | D 113-119 (OT) | Giánnis Antetokoúnmpo (45) | Giánnis Antetokoúnmpo (22) | Giánnis Antetokoúnmpo (7) | United Center 21 537              | 22 - 12 |
| 35    | 30 décembre | Minnesota             | V 123-114      | Giánnis Antetokoúnmpo (43) | Giánnis Antetokoúnmpo (20) | Joe Ingles (10)           | Fiserv Forum 18 018               | 23 - 12 |

| Match | Date match  | Équipe              | Score          | Meilleur marqueur          | Meilleur rebondeur         | Meilleur passeur           | Lieux Spectateurs                 | Série   |
| ----- | ----------- | ------------------- | -------------- | -------------------------- | -------------------------- | -------------------------- | --------------------------------- | ------- |
| 36    | 1er janvier | Washington          | D 95-118       | Bobby Portis (19)          | Lopez, Portis (10)         | Grayson Allen (8)          | Fiserv Forum 17 341               | 23 - 13 |
| 37    | 3 janvier   | Washington          | V 123-113      | Giánnis Antetokoúnmpo (55) | Bobby Portis (13)          | Giánnis Antetokoúnmpo (7)  | Fiserv Forum 17 341               | 24 - 13 |
| 38    | 4 janvier   | @ Toronto           | V 104-101 (OT) | Giánnis Antetokoúnmpo (30) | Giánnis Antetokoúnmpo (21) | Giánnis Antetokoúnmpo (10) | Scotiabank Arena 19 800           | 25 - 13 |
| 39    | 6 janvier   | Charlotte           | D 109-138      | Bobby Portis (19)          | Bobby Portis (12)          | Jrue Holiday (4)           | Fiserv Forum 17 627               | 25 - 14 |
| 40    | 9 janvier   | @ New York          | V 111-107      | Giánnis Antetokoúnmpo (22) | Pat Connaughton (11)       | Jrue Holiday (9)           | Madison Square Garden 18 167      | 26 - 14 |
| 41    | 11 janvier  | @ Atlanta           | V 114-105      | Jrue Holiday (27)          | Giánnis Antetokoúnmpo (18) | Giánnis Antetokoúnmpo (10) | State Farm Arena 17 154           | 27 - 14 |
| 42    | 12 janvier  | @ Miami             | D 102-108      | Jrue Holiday (24)          | Bobby Portis (7)           | Jrue Holiday (11)          | FTX Arena 19 600                  | 27 - 15 |
| 43    | 14 janvier  | @ Miami             | D 95-111       | Bobby Portis (15)          | Pat Connaughton (8)        | Jrue Holiday (10)          | Miami-Dade Arena 19 620           | 27 - 16 |
| 44    | 16 janvier  | Indiana             | V 132-119      | Jrue Holiday (35)          | Bobby Portis (11)          | Jrue Holiday (11)          | Fiserv Forum 17 412               | 28 - 16 |
| 45    | 17 janvier  | Toronto             | V 130-122      | Jrue Holiday (37)          | Bobby Portis (12)          | Joe Ingles (8)             | Fiserv Forum 17 341               | 29 - 16 |
| 46    | 21 janvier  | @ Cleveland         | D 102-114      | Jrue Holiday (28)          | Bobby Portis (11)          | Jrue Holiday (10)          | Rocket Mortgage FieldHouse 19 432 | 29 - 17 |
| 47    | 23 janvier  | @ Détroit           | V 150-130      | Giánnis Antetokoúnmpo (29) | Giánnis Antetokoúnmpo (12) | Jrue Holiday (7)           | Little Caesars Arena 18 011       | 30 - 17 |
| 48    | 25 janvier  | Denver              | V 107-99       | Giánnis Antetokoúnmpo (33) | Giánnis Antetokoúnmpo (14) | Giánnis Antetokoúnmpo (4)  | Fiserv Forum 17 352               | 31 - 17 |
| 49    | 27 janvier  | @ Indiana           | V 141-131      | Giánnis Antetokoúnmpo (41) | Giánnis Antetokoúnmpo (12) | Jrue Holiday (9)           | Gainbridge Fieldhouse 16 090      | 32 - 17 |
| 50    | 29 janvier  | La Nouvelle-Orléans | V 135-110      | Giánnis Antetokoúnmpo (50) | Giánnis Antetokoúnmpo (13) | Jrue Holiday (6)           | Fiserv Forum 17 341               | 33 - 17 |
| 51    | 31 janvier  | Charlotte           | V 124-115      | Giánnis Antetokoúnmpo (34) | Giánnis Antetokoúnmpo (18) | Giánnis Antetokoúnmpo (4)  | Fiserv Forum 17 341               | 34 - 17 |

| Match                  | Date match | Équipe          | Score          | Meilleur marqueur          | Meilleur rebondeur         | Meilleur passeur           | Lieux Spectateurs       | Série   |
| ---------------------- | ---------- | --------------- | -------------- | -------------------------- | -------------------------- | -------------------------- | ----------------------- | ------- |
| 52                     | 2 février  | L.A. Clippers   | V 106-105      | Giánnis Antetokoúnmpo (54) | Giánnis Antetokoúnmpo (19) | Jrue Holiday (8)           | Fiserv Forum 17 341     | 35 - 17 |
| 53                     | 4 février  | Miami           | V 123-115      | Giánnis Antetokoúnmpo (35) | Giánnis Antetokoúnmpo (15) | Giánnis Antetokoúnmpo (11) | Fiserv Forum 18 008     | 36 - 17 |
| 54                     | 6 février  | @ Portland      | V 127-108      | Brook Lopez (27)           | Giánnis Antetokoúnmpo (13) | Antetokoúnmpo, Holiday (8) | Moda Center 18 110      | 37 - 17 |
| 55                     | 9 février  | @ L.A. Lakers   | V 115-106      | Giánnis Antetokoúnmpo (38) | Antetokoúnmpo, Lopez (10)  | Jrue Holiday (7)           | Crypto.com Arena 18 997 | 38 - 17 |
| 56                     | 10 février | @ L.A. Clippers | V 119-106      | Giánnis Antetokoúnmpo (35) | Brook Lopez (15)           | Trois joueurs (6)          | Crypto.com Arena 16 614 | 39 - 17 |
| 57                     | 14 février | Boston          | V 131-125 (OT) | Jrue Holiday (40)          | Giánnis Antetokoúnmpo (13) | Giánnis Antetokoúnmpo (9)  | Fiserv Forum 17 623     | 40 - 17 |
| 58                     | 16 février | @ Chicago       | V 112-100      | Brook Lopez (33)           | Trois joueurs (7)          | Jrue Holiday (9)           | United Center 20 308    | 41 - 17 |
| NBA All-Star Game 2023 |            |                 |                |                            |                            |                            |                         |         |
| 59                     | 24 février | Miami           | V 128-99       | Jrue Holiday (24)          | Bobby Portis (11)          | Jrue Holiday (7)           | Fiserv Forum 17 676     | 42 - 17 |
| 60                     | 26 février | Phoenix         | V 104-101      | Jrue Holiday (33)          | Brook Lopez (13)           | Khris Middleton (6)        | Fiserv Forum 17 636     | 43 - 17 |
| 61                     | 28 février | @ Brooklyn      | V 118-104      | Giánnis Antetokoúnmpo (33) | Giánnis Antetokoúnmpo (15) | Jrue Holiday (8)           | Barclays Center 17 732  | 44 - 17 |

| Match | Date match | Équipe         | Score          | Meilleur marqueur          | Meilleur rebondeur         | Meilleur passeur           | Lieux Spectateurs              | Série   |
| ----- | ---------- | -------------- | -------------- | -------------------------- | -------------------------- | -------------------------- | ------------------------------ | ------- |
| 62    | 1er mars   | Orlando        | V 139-117      | Giánnis Antetokoúnmpo (31) | Giánnis Antetokoúnmpo (7)  | Jrue Holiday (9)           | Fiserv Forum 17 354            | 45 - 17 |
| 63    | 4 mars     | Philadelphie   | D 130-133      | Giánnis Antetokoúnmpo (34) | Giánnis Antetokoúnmpo (13) | Jrue Holiday (13)          | Fiserv Forum 18 100            | 45 - 18 |
| 64    | 5 mars     | @ Washington   | V 117-111      | Giánnis Antetokoúnmpo (23) | Giánnis Antetokoúnmpo (9)  | Giánnis Antetokoúnmpo (13) | Capital One Arena 18 746       | 46 - 18 |
| 65    | 7 mars     | @ Orlando      | V 134-123      | Brook Lopez (26)           | Bobby Portis (11)          | Khris Middleton (11)       | Amway Center 16 110            | 47 - 18 |
| 66    | 9 mars     | Brooklyn       | V 118-113      | Bobby Portis (28)          | Bobby Portis (13)          | Holiday, Middleton (7)     | Fiserv Forum 17 341            | 48 - 18 |
| 67    | 11 mars    | @ Golden State | D 116-125 (OT) | Lopez, Middleton (19)      | Bobby Portis (13)          | Jrue Holiday (8)           | Chase Center 18 064            | 48 - 19 |
| 68    | 13 mars    | @ Sacramento   | V 133-124      | Giánnis Antetokoúnmpo (46) | Giánnis Antetokoúnmpo (12) | Khris Middleton (9)        | Golden 1 Center 18 111         | 49 - 19 |
| 69    | 14 mars    | @ Phoenix      | V 116-104      | Giánnis Antetokoúnmpo (36) | Giánnis Antetokoúnmpo (11) | Giánnis Antetokoúnmpo (8)  | Footprint Center 17 071        | 50 - 19 |
| 70    | 16 mars    | Indiana        | D 123-139      | Giánnis Antetokoúnmpo (25) | Antetokoúnmpo, Portis (9)  | Jrue Holiday (11)          | Fiserv Forum 17 797            | 50 - 20 |
| 71    | 19 mars    | Toronto        | V 118-111      | Brook Lopez (26)           | Giánnis Antetokoúnmpo (12) | Giánnis Antetokoúnmpo (10) | Fiserv Forum 17 341            | 51 - 20 |
| 72    | 22 mars    | San Antonio    | V 130-94       | Giánnis Antetokoúnmpo (31) | Giánnis Antetokoúnmpo (14) | Khris Middleton (10)       | Fiserv Forum 17 756            | 52 - 20 |
| 73    | 24 mars    | @ Utah         | V 144-116      | Grayson Allen (25)         | Brook Lopez (14)           | Giánnis Antetokoúnmpo (11) | Vivint Smart Home Arena 18 206 | 53 - 20 |
| 74    | 25 mars    | @ Denver       | D 106-129      | Giánnis Antetokoúnmpo (31) | Giánnis Antetokoúnmpo (9)  | Jrue Holiday (7)           | Ball Arena 19 919              | 53 - 21 |
| 75    | 27 mars    | @ Détroit      | V 126-117      | Brook Lopez (24)           | Lopez, Portis (14)         | Grayson Allen (7)          | Little Caesars Arena 21 090    | 54 - 21 |
| 76    | 29 mars    | @ Indiana      | V 149-136      | Giánnis Antetokoúnmpo (38) | Giánnis Antetokoúnmpo (17) | Giánnis Antetokoúnmpo (12) | Gainbridge Fieldhouse 16 524   | 55 - 21 |
| 77    | 30 mars    | Boston         | D 99-140       | Giánnis Antetokoúnmpo (24) | Bobby Portis (10)          | Holiday, Middleton (4)     | Fiserv Forum 18 073            | 55 - 22 |

| Match | Date match | Équipe       | Score     | Meilleur marqueur          | Meilleur rebondeur         | Meilleur passeur            | Lieux Spectateurs        | Série   |
| ----- | ---------- | ------------ | --------- | -------------------------- | -------------------------- | --------------------------- | ------------------------ | ------- |
| 78    | 2 avril    | Philadelphie | V 117-104 | Giánnis Antetokoúnmpo (33) | Giánnis Antetokoúnmpo (14) | Khris Middleton (9)         | Fiserv Forum 18 073      | 56 - 22 |
| 79    | 4 avril    | @ Washington | V 140-128 | Giánnis Antetokoúnmpo (28) | Bobby Portis (20)          | Holiday, Antetokoúnmpo (10) | Capital One Arena 19 098 | 57 - 22 |
| 80    | 5 avril    | Chicago      | V 105-92  | Bobby Portis (27)          | Bobby Portis (13)          | Jrue Holiday (15)           | Fiserv Forum 17 679      | 58 - 22 |
| 81    | 7 avril    | Memphis      | D 114-137 | Lindell Wigginton (25)     | Thanásis Antetokoúnmpo (8) | Lindell Wigginton (11)      | Fiserv Forum 18 010      | 58 - 23 |
| 82    | 9 avril    | @ Toronto    | D 105-121 | Lindell Wigginton (17)     | Meyers Leonard (12)        | Crowder, Ingles (6)         | Scotiabank Arena 19 800  | 58 - 24 |

### Playoffs
| Playoffs Total: 1-4 (Domicile : 1-2; Extérieur : 0-2) |

| Match | Date match | Équipe  | Score          | Meilleur marqueur          | Meilleur rebondeur         | Meilleur passeur           | Lieux Spectateurs    | Série |
| ----- | ---------- | ------- | -------------- | -------------------------- | -------------------------- | -------------------------- | -------------------- | ----- |
| 1     | 16 avril   | Miami   | D 117-130      | Khris Middleton (33)       | Khris Middleton (9)        | Jrue Holiday (16)          | Fiserv Forum 17 381  | 0 - 1 |
| 2     | 19 avril   | Miami   | V 138-122      | Brook Lopez (25)           | Bobby Portis (15)          | Jrue Holiday (11)          | Fiserv Forum 17 576  | 1 - 1 |
| 4     | 22 avril   | @ Miami | D 99-121       | Khris Middleton (23)       | Bobby Portis (10)          | Khris Middleton (6)        | Kaseya Center 19 734 | 1 - 2 |
| 4     | 24 avril   | @ Miami | D 114-119      | Brook Lopez (36)           | Brook Lopez (11)           | Giánnis Antetokoúnmpo (13) | Kaseya Center 19 614 | 1 - 3 |
| 5     | 26 avril   | Miami   | D 126-128 (OT) | Giánnis Antetokoúnmpo (38) | Giánnis Antetokoúnmpo (20) | Holiday, Middleton (6)     | Fiserv Forum 18 113  | 1 - 4 |

### Confrontations en saison régulière
| Conférence Est      | Conférence Est                             | Conférence Est                             | Conférence Est                             | Conférence Est                             | Conférence Ouest                           | Conférence Ouest                           | Conférence Ouest                           |
| Division Atlantique | Division Atlantique                        | Division Atlantique                        | Division Atlantique                        | Division Atlantique                        | Division Nord-Ouest                        | Division Nord-Ouest                        | Division Nord-Ouest                        |
| Équipe              | Domicile                                   | Domicile                                   | Extérieur                                  | Extérieur                                  | Équipe                                     | Domicile                                   | Extérieur                                  |
| ------------------- | ------------------------------------------ | ------------------------------------------ | ------------------------------------------ | ------------------------------------------ | ------------------------------------------ | ------------------------------------------ | ------------------------------------------ |
| Boston              | 131-125 (OT)                               | 99-140                                     | 118-139                                    |                                            | Denver                                     | 107-99                                     | 106-129                                    |
| Brooklyn            | 110-99                                     | 118-113                                    | 100-118                                    | 118-104                                    | Minnesota                                  | 123-114                                    | 115-102                                    |
| New York            | 119-108                                    |                                            | 109-103                                    | 111-107                                    | Oklahoma City                              | 108-94                                     | 136-132 (2OT)                              |
| Philadelphie        | 130-133                                    | 117-104                                    | 90-88                                      | 102-110                                    | Portland                                   | 119-111                                    | 127-108                                    |
| Toronto             | 130-122                                    | 118-111                                    | 104-101 (OT)                               | 105-121                                    | Utah                                       | 123-97                                     | 144-116                                    |
| Division            | 12–6 (Domicile : 7-2; Extérieur : 5-4)     | 12–6 (Domicile : 7-2; Extérieur : 5-4)     | 12–6 (Domicile : 7-2; Extérieur : 5-4)     | 12–6 (Domicile : 7-2; Extérieur : 5-4)     | Division                                   | 9–1 (Domicile : 5-0; Extérieur : 4-1)      | 9–1 (Domicile : 5-0; Extérieur : 4-1)      |
| Division Centrale   | Division Centrale                          | Division Centrale                          | Division Centrale                          | Division Centrale                          | Division Pacifique                         | Division Pacifique                         | Division Pacifique                         |
| Équipe              | Domicile                                   | Domicile                                   | Extérieur                                  | Extérieur                                  | Équipe                                     | Domicile                                   | Extérieur                                  |
| Chicago             | 113-118                                    | 105-92                                     | 113-119 (OT)                               | 112-100                                    | Golden State                               | 128-111                                    | 116-125 (OT)                               |
| Cleveland           | 113-98                                     | 117-102                                    | 106-114                                    | 102-114                                    | L.A. Clippers                              | 106-105                                    | 119-106                                    |
| Detroit             | 110-108                                    | 116-91                                     | 150-130                                    | 126-117                                    | L.A. Lakers                                | 129-133                                    | 115-106                                    |
| Indiana             | 132-119                                    | 123-139                                    | 141-131                                    | 149-136                                    | Phoenix                                    | 104-101                                    | 116-104                                    |
|                     |                                            |                                            |                                            |                                            | Sacramento                                 | 126-113                                    | 133-124                                    |
| Division            | 11–5 (Domicile : 6-2; Extérieur : 5-3)     | 11–5 (Domicile : 6-2; Extérieur : 5-3)     | 11–5 (Domicile : 6-2; Extérieur : 5-3)     | 11–5 (Domicile : 6-2; Extérieur : 5-3)     | Division                                   | 8–2 (Domicile : 4-1; Extérieur : 4-1)      | 8–2 (Domicile : 4-1; Extérieur : 4-1)      |
| Division Sud-Est    | Division Sud-Est                           | Division Sud-Est                           | Division Sud-Est                           | Division Sud-Est                           | Division Sud-Ouest                         | Division Sud-Ouest                         | Division Sud-Ouest                         |
| Équipe              | Domicile                                   | Domicile                                   | Extérieur                                  | Extérieur                                  | Équipe                                     | Domicile                                   | Extérieur                                  |
| Atlanta             | 123-115                                    | 106-121                                    | 98-117                                     | 114-105                                    | Dallas                                     | 124-115                                    | 106-105                                    |
| Charlotte           | 109-138                                    | 124-115                                    | 105-96                                     |                                            | Houston                                    | 125-105                                    | 92-97                                      |
| Miami               | 123-115                                    | 128-99                                     | 102-108                                    | 95-111                                     | Memphis                                    | 114-137                                    | 101-142                                    |
| Orlando             | 139-117                                    |                                            | 109-102                                    | 134-123                                    | New Orleans                                | 135-110                                    | 128-119                                    |
| Washington          | 95-118                                     | 123-113                                    | 117-111                                    | 140-128                                    | San Antonio                                | 130-94                                     | 93-111                                     |
| Division            | 13–6 (Domicile : 6-3; Extérieur : 7-3)     | 13–6 (Domicile : 6-3; Extérieur : 7-3)     | 13–6 (Domicile : 6-3; Extérieur : 7-3)     | 13–6 (Domicile : 6-3; Extérieur : 7-3)     | Division                                   | 6–3 (Domicile : 4-0; Extérieur : 2-3)      | 6–3 (Domicile : 4-0; Extérieur : 2-3)      |
| Conférence          | 34–17 (Domicile : 19–7; Extérieur : 15–10) | 34–17 (Domicile : 19–7; Extérieur : 15–10) | 34–17 (Domicile : 19–7; Extérieur : 15–10) | 34–17 (Domicile : 19–7; Extérieur : 15–10) | Conférence                                 | 23–7 (Domicile : 13–2; Extérieur : 10–5)   | 23–7 (Domicile : 13–2; Extérieur : 10–5)   |
| Total               | 58–24 (Domicile : 32–9; Extérieur : 26–15) | 58–24 (Domicile : 32–9; Extérieur : 26–15) | 58–24 (Domicile : 32–9; Extérieur : 26–15) | 58–24 (Domicile : 32–9; Extérieur : 26–15) | 58–24 (Domicile : 32–9; Extérieur : 26–15) | 58–24 (Domicile : 32–9; Extérieur : 26–15) | 58–24 (Domicile : 32–9; Extérieur : 26–15) |

## Classements
| Conférence Est | Conférence Est             | Conférence Est | Conférence Est | Conférence Est | Conférence Est | Conférence Est | Conférence Est |
| No             | Franchise                  | Vic.           | Déf.           | MJ             | V/D            | GB             |                |
| -------------- | -------------------------- | -------------- | -------------- | -------------- | -------------- | -------------- | -------------- |
| 1              | z - Bucks de Milwaukee     | 58             | 24             | 82             | .707           | -              |                |
| 2              | y - Celtics de Boston      | 57             | 25             | 82             | .695           | 1              |                |
| 3              | x - 76ers de Philadelphie  | 54             | 28             | 82             | .659           | 4              |                |
| 4              | x - Cavaliers de Cleveland | 51             | 31             | 82             | .622           | 7              |                |
| 5              | x - Knicks de New York     | 47             | 35             | 82             | .573           | 11             |                |
| 6              | x - Nets de Brooklyn       | 45             | 37             | 82             | .549           | 13             |                |
|                |                            |                |                |                |                |                |                |
| 7              | x - Heat de Miami          | 44             | 38             | 82             | .537           | 14             |                |
| 8              | y - Hawks d'Atlanta        | 41             | 41             | 82             | .500           | 17             |                |
| 9              | pi - Raptors de Toronto    | 41             | 41             | 82             | .500           | 17             |                |
| 10             | pi - Bulls de Chicago      | 40             | 42             | 82             | .488           | 18             |                |
|                |                            |                |                |                |                |                |                |
| 11             | o - Pacers de l'Indiana    | 35             | 47             | 82             | .427           | 23             |                |
| 12             | o - Wizards de Washington  | 35             | 47             | 82             | .427           | 23             |                |
| 13             | o - Magic d'Orlando        | 34             | 48             | 82             | .415           | 24             |                |
| 14             | o - Hornets de Charlotte   | 27             | 55             | 82             | .329           | 31             |                |
| 15             | o - Pistons de Détroit     | 17             | 65             | 82             | .207           | 41             |                |

| Division Centrale          | V  | D  | MJ | V/D  | GB | Dom   | Ext   | Div  |
| -------------------------- | -- | -- | -- | ---- | -- | ----- | ----- | ---- |
| y - Bucks de Milwaukee     | 58 | 24 | 82 | .707 | –  | 32-9  | 26-15 | 11-5 |
| x - Cavaliers de Cleveland | 51 | 31 | 82 | .622 | 7  | 31-10 | 20-21 | 13-3 |
| pi - Bulls de Chicago      | 40 | 42 | 82 | .488 | 18 | 22-19 | 18-23 | 7-9  |
| o - Pacers de l'Indiana    | 35 | 47 | 82 | .427 | 23 | 20-21 | 15-26 | 7-9  |
| o - Pistons de Détroit     | 17 | 65 | 82 | .207 | 41 | 9-32  | 8-33  | 2-14 |